# Le Faiseur d'univers
Le Faiseur d'univers (titre original : The Maker of Universes) est le premier volume de la Saga des Hommes-Dieux, publié aux États-Unis en 1965 puis en France en 1969.
Il raconte la découverte par Robert Wolf, un retraité américain, d'un univers haut en couleur : le Monde à étages, peuplé de créatures mythologiques mycéniennes, et gouverné par un Seigneur : une race semblable à l'homme mais d'un niveau technologique lui permettant de créer et de détruire des cosmos entiers.
La Saga des Hommes-Dieux permet à Philip José Farmer de développer le concept des univers adjacents, dans lequel notre monde et beaucoup d'autres ne sont que des « bulles » de cosmos imbriquées les unes dans les autres.